# Stemona burkillii
Stemona burkillii är en enhjärtbladig växtart som beskrevs av David Prain. Stemona burkillii ingår i släktet Stemona och familjen Stemonaceae. Inga underarter finns listade.